# Veränderliches Rotwidderchen

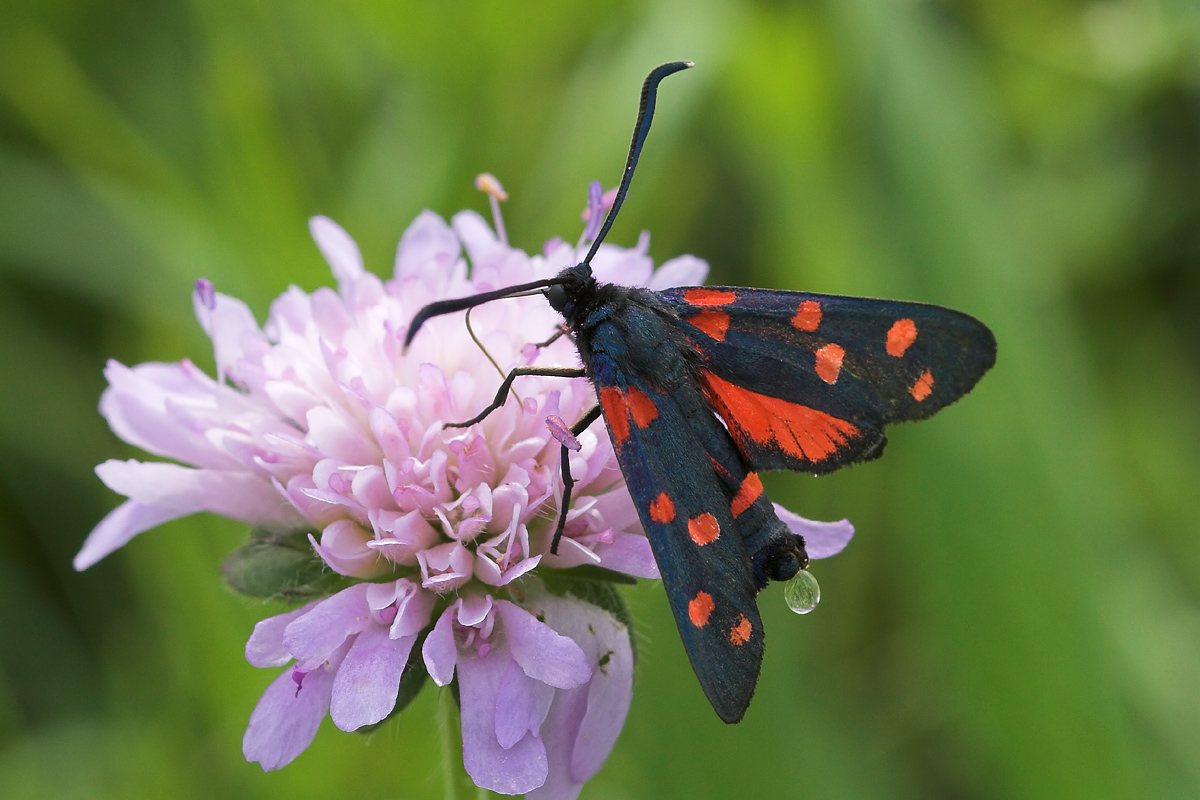
peucedanoide Form

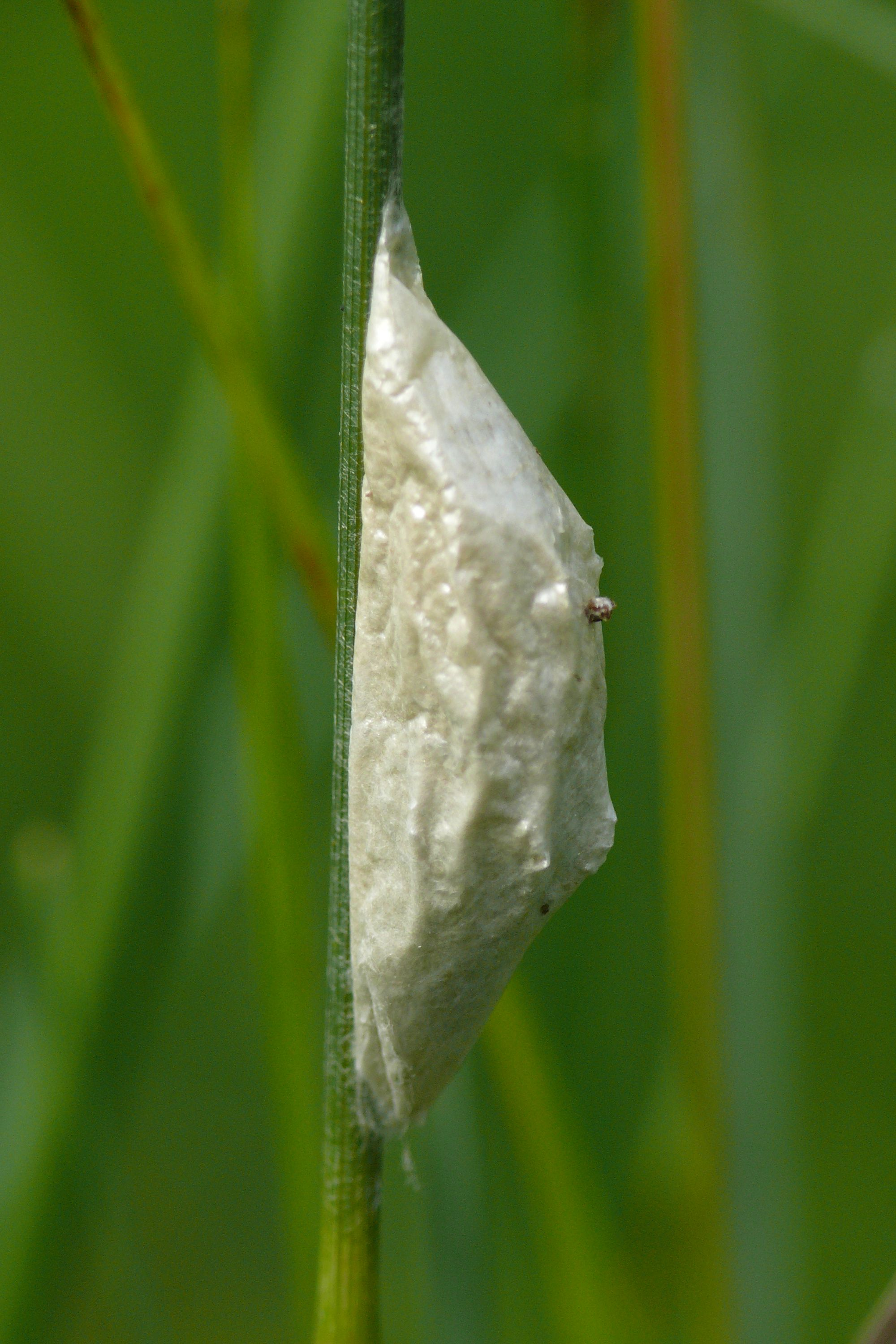
Kokon des Veränderlichen Rotwidderchens

Das Veränderliche Rotwidderchen oder Beringte Kronwickenwidderchen (Zygaena ephialtes) ist ein Schmetterling (Nachtfalter) aus der Familie der Widderchen (Zygaenidae).

## Merkmale
Die Falter erreichen eine Flügelspannweite von 30 bis 40 Millimetern. Sie sind, wie ihr deutscher Name schon sagt, veränderlich, da die Farbe der fünf bis sechs Flecken auf ihren Vorderflügeln stark variieren kann. Die Flecken können von rot über gelb bis weiß gefärbt sein. Das wichtigste Erkennungs- und Unterscheidungsmerkmal ist der rote, manchmal auch gelbe Segmentring (Gürtel) auf dem hinteren Bereich des Hinterleibs. Die Hinterflügel sind rot, gelblich oder komplett schwarz gefärbt und haben einen feinen, schwarzen Außenrand. Auf ihnen findet man manchmal ein bis zwei weitere, helle Punkte. Die Spitzen der Fühler sind weiß.
Die Raupen werden etwa 22 Millimeter lang. Sie haben eine grünlichgelbe Grundfärbung und tragen eine Seitenlinie aus kleinen schwarzen Punkten und je eine weitere solche Linie aus größeren, manchmal quadratischen Flecken, beidseits des Rückens. Auf diesem verläuft eine feine, meist unterbrochene Rückenlinie. 

### Polymorphie
Das Veränderliche Rotwidderchen ist eine polymorphe Art. Die Falter lassen sich verschiedenen Morphen zuordnen. Dabei existieren ephialtoide Formen, diese ähneln in ihrer Färbung der Gattung Amata der Bärenspinner (Arctiidae); siehe z. B. Amata phegea. Sie zeichnen sich durch weiße Flecken auf der Flügeloberseite aus und tragen einen gelben Segmentring. Im Gegensatz dazu sind die peucedanoiden Falter den Sechsfleck-Widderchen (Zygaena filipendulae) ähnlich. Sie besitzen fünf bis sechs rote Flecken auf der Flügeloberseite und haben einen roten Körperring. Diese Merkmale sind genetisch fixiert und werden im Erbgang frei kombiniert. Bei den einzelnen Populationen und Unterarten treten diese Allelkombinationen in unterschiedlichen Anteilen auf. Die dominanten Allele sind peucedanoid und dominieren über die ephialtoiden. Das Veränderliche Rotwidderchen wurde wegen seiner ausgeprägten Polymorphie von Wissenschaftlern zur Überprüfung der mendelschen Gesetze an Insekten herangezogen.

### Unterarten
Die einzelnen Morphen wurden von den Erstbeschreibern des 18. und 19. Jahrhunderts zunächst als eigene Arten angesehen (z. B. Sphinx peucedani, Sphinx athamanthae, Spinx coronillae). Später wurden sie häufig als Aberrationsnamen verwendet, diese sind aber heute nicht mehr in Gebrauch. Man unterscheidet heute zwei Unterarten des Veränderlichen Rotwidderchens:
- Z. ephialtes ephialtes
- Z. ephialtes coronillae

### Ähnliche Arten
- Weißfleck-Widderchen (Amata phegea) (Linnaeus, 1758)
- Amata ragazzii (Turati, 1917)
- Ähnliches Weißfleck-Widderchen (Amata kruegeri) (Ragusa, 1904)

## Vorkommen
Das Veränderliche Rotwidderchen kommt in verschiedenen Formen in weiten Teilen Europas vor, auf der Iberischen Halbinsel nur in den Pyrenäen, östlich des Schwarzwaldes, in den Alpen und im Alpenvorland, auf den Britischen Inseln und in Skandinavien. Es ist recht selten anzutreffen, im Jura des Franken und auch in Südeuropa sind sie aber häufiger. Die Falter findet man bevorzugt dort, wo die Nahrungspflanzen der Raupen in größeren Beständen vorkommen, wie etwa an Bahndämmen und Straßenböschungen, auf jeden Fall aber nur auf Kalksteinböden, Magerrasen und in lichten Wäldern. Wärmere, trockene Gebiete und sonnige Hänge werden außerdem bevorzugt, daher nehmen die Bestände Richtung Norden ab.

## Lebensweise

### Flug- und Raupenzeiten
Die Falter fliegen in einer Generation von Anfang Juli bis August. Die Raupen findet man ab September und nach der Überwinterung bis in den Juni des nächsten Jahres. 

### Nahrung der Raupen
Die Raupen fressen vor allem an Bunter Kronwicke (Securigera varia), aber auch an Wildem Thymian (Thymus serpyllum), Hufeisenklee (Hippocrepis comosa) und anderen Klee-Arten (Trifolium), Ehrenpreis (Veronica) und Wegerich (Plantago).

## Entwicklung
Die Weibchen legen ihre Eier an den Futterpflanzen der Raupen ab. Meistens überwintert die Raupe mehrmals, bis sie sich schließlich in einem langgestreckten, silberweißen Gespinst auf Stängeln oder Stauden verpuppt.

## Gefährdung und Schutz
- Rote Liste BRD: 3 (gefährdet).[2]